# カン・スルギ
カン・スルギ （韓: 강슬기、1994年2月10日 - ）は、韓国の歌手、ダンサー、女優である。女性アイドルグループ・Red Velvetのメンバー。SMエンタテインメント所属。

## 来歴

### デビュー前
1994年2月10日、京畿道安山市（現・檀園区）に生まれる。
2007年、土曜公開オーディションを介してSMエンタテインメントへ入所。
2013年12月3日、SMエンタテインメントのプレデビューチームであるSMルーキーズから現NCTのテヨン、ジェノと共にSR14Gのメンバーとして最初に公開された。
2014年7月17日には、同事務所に所属するガールズグループS.E.S.の楽曲「Be Natural」を、Red Velvetのメンバーとなるアイリーンと踊ったパフォーマンス動画が、YouTube上で公開された。
同年7月、デビュー前でありながら、元Super Junior-Mのヘンリーの2nd EP『Fantstic』の収録曲「Butterfly」にフィーチャリングで参加。また、タイトル曲「Fantastic」のMVにも出演。

### デビュー後
2014年8月1日、7年間の練習生生活を経て、ガールズグループRed Velvetのメンバーとして正式にデビュー。
2015年1月、ミュージカル「School OZ」にドロシー役として参加。
2019年6月19日、個人のInstagramアカウントを開設。
2020年4月20日、アイリーンとRed Velvet初のユニット「Red Velvet - IRENE & SEULGI」を結成。同年7月6日に1stミニアルバム『Monster』をリリース。7月20日、同アルバムの後続曲として、シングル「놀이 (Naughty)」をリリース。
2022年2月11日、誕生日にInstagramのサブアカウントを公開。投稿は2021年7月から既にされている。
2022年1月3日、SMエンタテインメントのプロジェクト『Girls On Top(GOT)』の第1弾ガールズグループ『GOT the beat』を結成。シングル『Step Back』をリリース。
2022年10月4日、1stミニアルバム『28 Reasons』でソロデビュー。
2023年1月16日、GOT the beatとして、1stミニアルバム『Stamp On It』をリリース。1月1日のSMTOWN LIVE 2023 : SMCU PALACE @KWANGYAにてタイトル曲「Stamp On It」が先行公開された。
2024年2月6日、新たに開設された自身のYouTubeチャンネルにおいて最初の動画として予告映像を公開、また同月8日には実際に最初のエピソードが投稿された。またRed VelvetのメンバーとしてのYouTube個人チャンネルの開設はイェリに続いて二人目である。

## 人物
身長161cm、血液型A型。家族構成は両親と兄。
MBTIは2023年時点でISFP。
猫を2匹飼っている。名前はルルとララ。
Red Velvetではメインダンサーとリードボーカルを担当。メンバーカラーはオレンジ。キャッチコピーは「一重のくまちゃんスルギ」。
練習生期間はメンバーの中で最も長い7年。練習生時代から知名度が高かった。
特に、SM Rookiesとして公開される前から「黄金漁場-ラジオスター」で、Super Juniorのキュヒョンがスルギについて言及し、話題を集めた。
最も日本語が上手なメンバーである。
趣味は写真を撮ること、ギター、絵を描くこと。絵の上手さは有名な話で、自身の誕生日を記念して自ら描いたポスターブックを公開したこともある。
事務所を超えてガールズグループのメンバーと交友がある。特に、MAMAMOOのムンビョル、OH MY GIRLのヒョジョン、ソンミ、BLACKPINKのジス、元IZ*ONEのチェヨンなど。ムンビョルとヒョジョンとは「ノルンジャ（卵の黄身）」というグループを結成。元々の名前は「トルンジャ（狂った人達）」という意味だったが、可愛く聞こえるように変えたらしい。特にムンビョルとはデビュー日が近かい同期であるため、長年の親友である。KBSで放送されたバラエティ番組「アイドルドラマ工作団」で共演したこともある。

## 作品

### ミニアルバム (ソロ)
| No. | タイトル                     | 収録曲 | Gaon チャート（週間） | 売上枚数 |
| --- | ---------------------------- | --- | --------------------- | -------- |
| 1   | 28 Reasons （2022年10月4日） | 1. 28 Reasons 2. Dead Man Runnin' 3. Bad Boy, Sad Girl (feat. BE'O) 4. Anywhere But Home 5. Los Angels 6. Crown |                       |          |

### ミニアルバム (ユニット)
- Red Velvet - Irene＆Seulgi『Monster』（2020年7月6日）
- GOT the beat - 『Stamp On It』（2023年1月16日）

### デジタルシングル
- Girls Next Door -「Deep Blue Eyes」（2017年6月14日）
- SEULGI、SinB、CHUNG HA、ソヨン -「Wow Thing」（2018年9月28日）
- Red Velvet - Irene＆Seulgi「놀이 (Naughty)」（2020年7月20日）
- GOT the beat -「Step Back」（2022年1月1日）

### OST
- Don't Push Me（2016年）- with ウェンディ、KBS2ドラマ「むやみに切なく」OST Part 7
- あなたしか見えない（2017年）- with ウェンディ、KBS2ドラマ「花郎」OST Part 4
- Always（2019年）- CJドラマ「王になった男」OST
- 기억속에  너와 （記憶の中で君と）（2024年） - JTBCドラマ「ドクタースランプ」OST

### コラボレーション
- Darling U（2017年）- イェソンと参加
- 君はそう（2017年）- フィーバーミュージック
- 人形（2017年）- ウェンディ、カンタと参加
- Selfish（2018年）- MAMAMOOのムンビョルと参加
- Hot & Cold(온도차)（2022年）- カイ、ジェノ、カリナと参加

### フィーチャリング
- 「Butterfly」（2014年）- ヘンリー
- 「Drop」（2017年）- マーク
- 「Heart Stop」（2017年）- テミン
- 「Hello Tutorial」（2018年）- Zion.T ミュージックビデオ
- 「Best Friend」（2021年）- ウェンディ
- 「Who Are You」（2021年）- ベンベン ミュージックビデオ

### ミュージックビデオ
- Red Velvet - IRENE & SEULGI 'Monster' MV（2020年7月7日、SMTOWN）
- SEULGI - '28 Reasons' MV（2022年10月4日、SMTOWN）
- GOT the beat - 'Stamp On It' MV（2023年1月16日、SMTOWN）

## 出演

### 映画
- トロールズ ミュージック★パワー（2020年、ドリームワークス）- コムドリ 役[13]

### テレビ番組
- 学校行ってきます（2015年、JTBC）[14]

- ウンパルレース（2016年、コメディTV）
- 異常会談（2016年、JTBC）
- ミステリー音楽番組ボクミョンガ王（2016年、MBC）
- よく食べる少女たち（2016年、JTBC）[15]
- 水曜美食会（2016年、tvN）[16]
- 覆面歌王（2016年、MBC）

- ペク・ジョンウォンの三大天王（2017年、SBS）[17]
- 雪だるまプロジェクト<SM＆MYSTIC>（2017年）
- レベルアッププロジェクト<SM C＆C>（2017年）
- アイドルドラマ工作団（2017年、KBS）[18][19]
- 水曜美食会（2018年、tvN）[20]
- 覆面歌王（2018年、MBC）[21]
- トークモン（2018年、tvN）[22]

- ジャングルの法則（2018年、SBS）[23]
- 秘密のお姉ちゃん（2018年、JTBC）[24]
- バトルトリップ（2018年、KBS2）[25]
- 国民トークショー アンニョンハセヨ（2018年、KBS2）[26]
- 今どきの子どもたち（2018年、JTBC）[27]
- 一食ください（2018年、JTBC）[28]
- スミさん家のおかず（2019年、tvN）
- 驚きの土曜日-ドレミマーケット（2020年、tvN）[29]
- 探してほしい！ ホームズ（2020年、MBC）[30]
- 週刊アイドル（2020年、MBC Every1）[31]

### MC
- M COUNTDOWN（2018年、Mnet）[32]

### ラジオ
- SUPER JUNIORのKISS THE RADIO（2015年、KBSクールFM）- DJ[33]
- 2時脱出 Cultwo Show（2019年、SBSパワーFM）[34]
- 2時脱出 Cultwo Show（2020年、SBSパワーFM）[35]
- 正午の希望曲、キム・シニョンです（2020年、MBC FM4U）[36]
- カン・ハンナのボリュームを上げて（2020年、KBSクールFM）[37]
- アベンガールズ（2020年、NEVER NOW）[38]
- スルギ.zip（2021年6月1日 - 現在、NEVER NOW）[39]

### 舞台
- School Oz（スクールオズ）（2015年）- ドロシー 役

### 公演
- EXO単独コンサート「EXO FROM.EXOPLANET＃1 - THE LOST PLANET」（2017年）- 「My Lady」VCR出演

### ミュージックビデオ
- ヘンリー「Fantastic」（2014年7月11日）
- 東方神起 ユンホ「Eeny Meeny」（2021年1月25日）[40]

### 広告
- Salvatore Ferragamo（2021年）[41]

## 雑誌
- 「SURE」2016年1月号[42]
- 「Singles」2017年5月号[43]
- 「HIGH CUT」2017年6月号[44]
- 「Esquire」2019年8月号[45]
- 「BEAUTY+」2019年9月号[46]
- 「marie claire」2019年10月号[47]
- 「NYLON」2020年5月号[48]
- 「DAZED」2020年7月号[49]
- 「allure Korea」2020年9月号[50]
- 「ELLE」2020年10月号[51][52]
- 「Harper's BAZAAR Korea」2021年3月号[53]

## 受賞歴
- Melon Music Awards「ホットトレンド賞」ノミネート（2017年）
- ネイバーファッショニスタ賞「ライジングスター賞」ノミネート（2017年）